# Santo Angelo in Formis
Santo Angelo in Formis (en italiano Sant'Angelo in Formis) es una abadía en el municipio de Capua, Italia meridional. La iglesia, dedicada a San Miguel Arcángel, está en las laderas occidentales del Monte Tifata.
En 2016, la abadía fue incluida en el bien «Paisaje cultural de los asentamientos benedictinos en la Italia medieval», recogido por Italia en su Lista Indicativa, paso previo a ser declarado patrimonio de la Humanidad.

## Historia

### Origen del nombre
En el pasado se referían a ella como ad arcum Dianae («cerca del Arco de Diana»), pues se alza sobre los restos de un templo romano dedicado a esa diosa. Más tarde, aparece con los nombres Formas, informis o Formis. La interpretación etimológica del nuevo nombre es controvertido: unos lo relacionan con el latín forma («acueducto») que se referiría a una conducción de agua de las aguas subterráneas, otros lo derivan de la palabra informis, sin forma (material), entonces «espiritual».

### Primera basílica
Los restos del templo romano fueron descubiertos en 1877, y se notó que la iglesia cubrió su superficie, agregando los ábsides. La primera construcción de la basílica puede relacionarse con la época lombarda, a finales del siglo VI, mientras se difundía ampliamente el culto del arcángel Miguel. En época del obispo de Capua Pedro I (925-938), la iglesia fue entregada a los monjes de Monte Cassino, quienes querían construir un monasterio. La iglesia fue luego quitada a los monjes, para ser donada de nuevo en 1072 por el príncipe de Capua, Ricardo.

### La construcción delsigloXI
La iglesia fue reconstruida (1072-1087) por Desiderio, el abad de Monte Cassino, quien también reconstruyó aquella abadía. Desiderio fue posteriormente el papa Víctor III. A él se le deben los frescos italo-bizantinos que decoraban el interior y que se encuentran entre los más importantes y los mejor conservados de la época en el sur de Italia.

## Arquitectura y decoración

### Arquitectura
La fachada está precedida por un pórtico, con cinco arcadas en ojiva, con una arcada central más elevada, y de mármol reutilizado procedente ciertamente del santuario pagano. Los arcos están sostenidos por cuatro fustes de columnas, dos a la derecha en mármol de Cipolin, y dos a la izquierda en granito gris, con capiteles corintios. A la derecha, el campanario está adornado por un friso zoomorfo, mientras que el segundo piso está decorado con ventanas geminadas. Al pórtico se accede por un tramo de cuatro escalones de mármol. El interior de la iglesia consiste en una basílica sin transepto, con tres naves, cada una rematada por un ábside. Las columnas que separaban las naves eran de diferentes clases de mármol y rematadas por capiteles corintios, igualmente reutilizados de edificios romanos.

### Frescos
El ciclo de los frescos se puede atribuir a la reconstrucción de la iglesia por obra del abad de Monte Cassino, Desiderio, como testimonia su retrato en el ábside de la iglesia con el nimbo cuadrado utilizado para distinguir los personajes vivos, mientras ofrece a Cristo la maqueta de la iglesia, y la inscripción con su nombre sobre el portal de entrada. La decoración además se puede comparar con las miniaturas realizadas en el scriptorium de la abadía de Monte Cassino. El programa decorativo ocupa las naves, los ábsides y la contrafachada.

#### Temas y disposición
- Muros de la nave central: escenas del Nuevo Testamento en dos registros, a excepción de la Crucifixión y la Ascensión, que ocupan ambos. Sobre las enjutas de los arcos: los Profetas (a la izquierda, la sibila Pérsica o Eritrea, David, Salomón, Crucifijo (perdido), Oseas, Sofonia, Daniel, Amós y otro profeta perdido; a la derecha: Isaías, Ezequiel, Jeremías, Miqueas, Balaam, Malaquías, Zacarías, Moisés, Abdías).
- Muros de las naves laterales: el Antiguo Testamento (muy dañado). Quedan catorce escenas, extraídas de los libros del Génesis y del Éxodo (Expulsión de los protoparentes, las historias de Caín y Abel, las historias de Noé, la de Abraham e Isaac) y, al final, la historia de Gedeón, extraída del Libro de los Jueces. Abajo, medallones con los retratos de los abades de Monte Cassino.
- Contrafachada: el Juicio final.
- Ábside mayor (principal): Cristo en su gloria entre los símbolos de cuatro evangelistas, bajo los cuales se encuentran los arcángeles (Miguel, Gabriel y Rafael) y en los extremos el abad Desiderio y san Benito.
- Ábside menor (sur): la Virgen entre dos ángeles.

#### Estilo italo-bizantino
En Monte Cassino la decoración fue desarrollada por artistas bizantinos (griegos) contratados en Constantinopla y la decoración de Santo Angelo muestra una mezcla de las tradiciones bizantina (oriental) y latina (occidental). Los frescos fueron pintados por artistas griegos y por alumnos italianos formados en sus métodos. Ejemplos de esta mezcla de estilos citada por Hall incluye:
1. La «luneta sobre la entrada con una figura de medio cuerpo de San Miguel y sobre él, una Virgen orante en un medallón sujetado por ángeles volando, con una inscripción en griego sobre el lintel al pie. El tratamiento es totalmente bizantino salvo por el motivo latino de una corona sobre la cabeza de la Virgen».
2. Los evangelistas alrededor del Cristo entronizado en el ábside tienen la forma de las cuatro criaturas simbólicas de la tradición latina, más que mostrándolas como figuras (a menudo sentados en pupitres escribiendo) a la manera griega.
3. Sujetos del Antiguo Testamento y del Nuevo Testamento están en las paredes de la nave. El contenido de escenas individuales y el agrupamiento de figuras se describe por Hall como «típicamente bizantino», pero toda el conjunto forma una serie narrativa histórica que sigue el modelo occidental, evidentemente justo como en las basílicas de la Roma cristiana temprana.

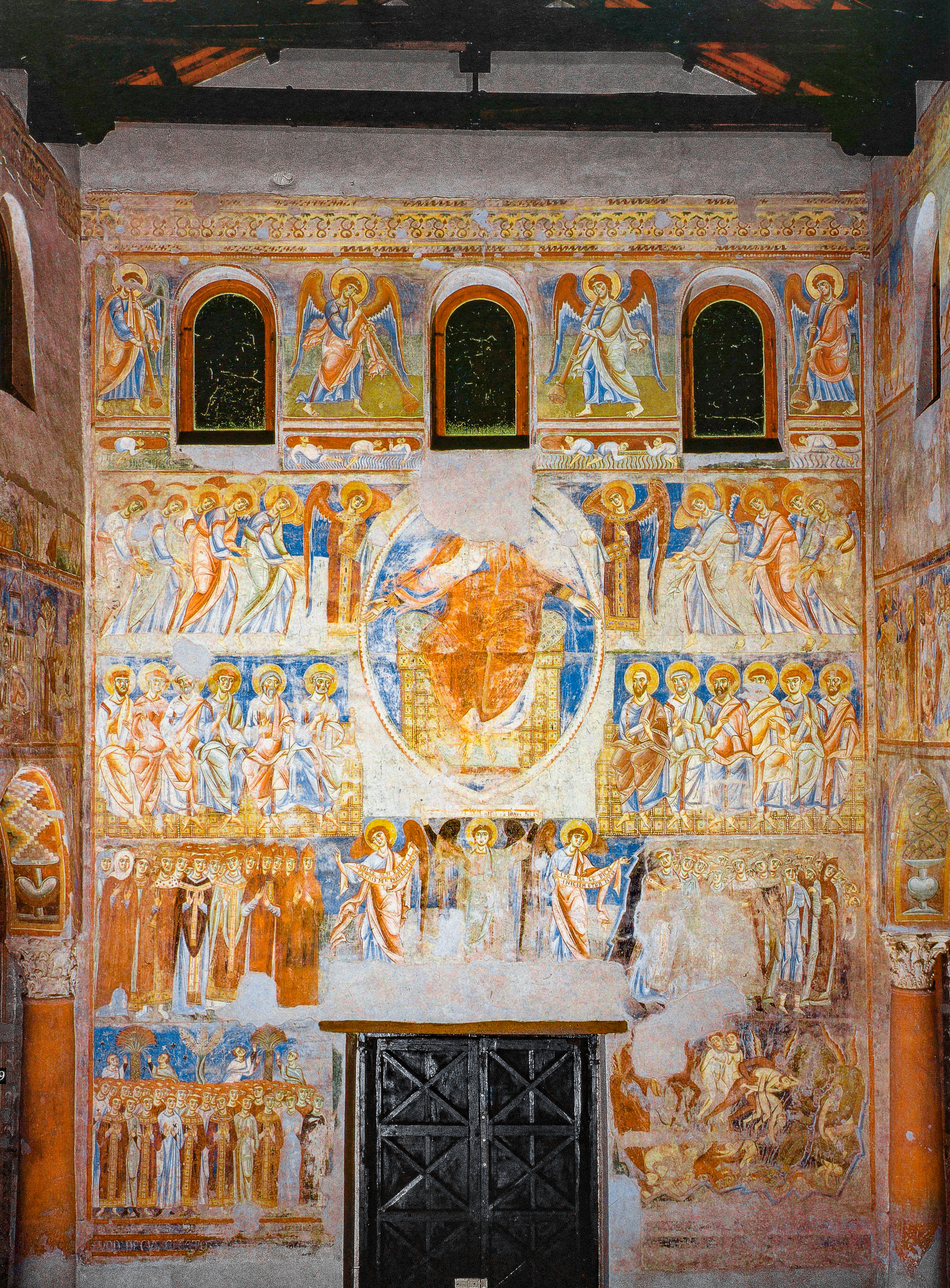
Giudizio Universale Sant'Angelo in Formis
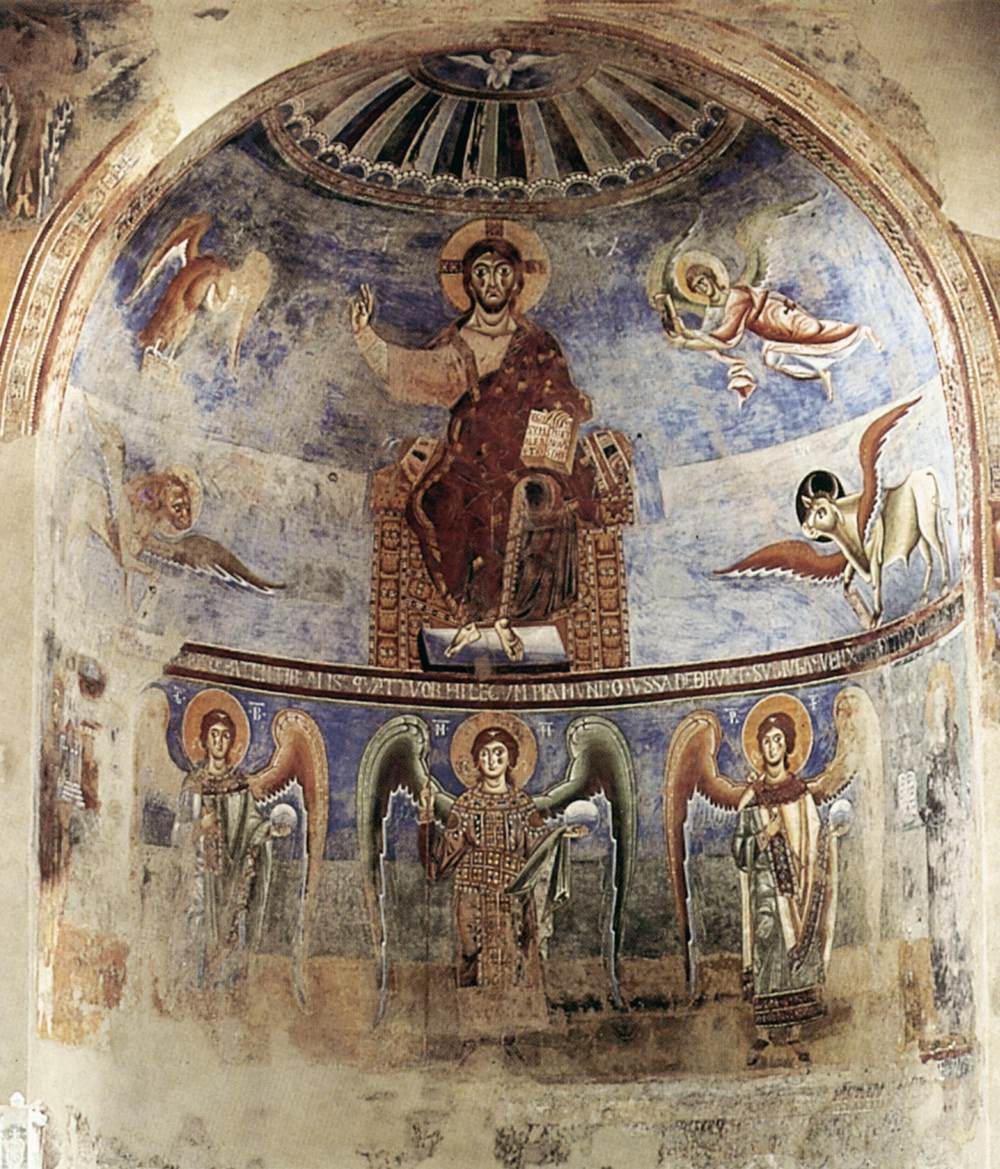
Ábside central: Cristo en majestad
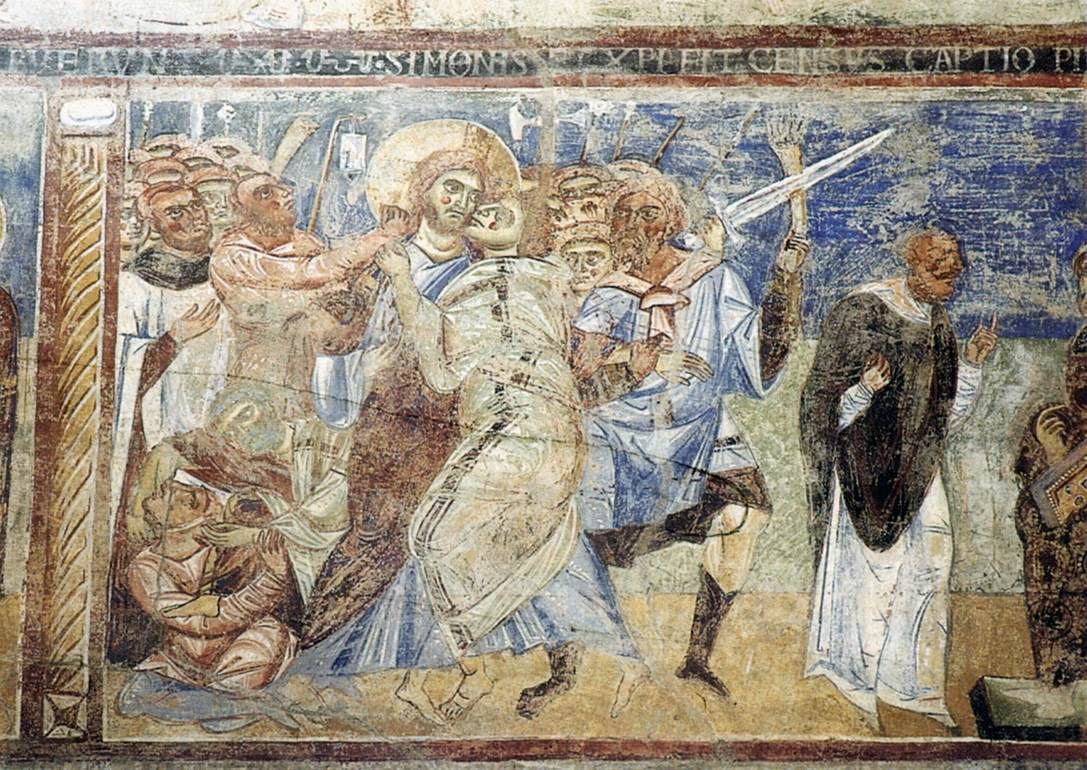
La traición de Judas
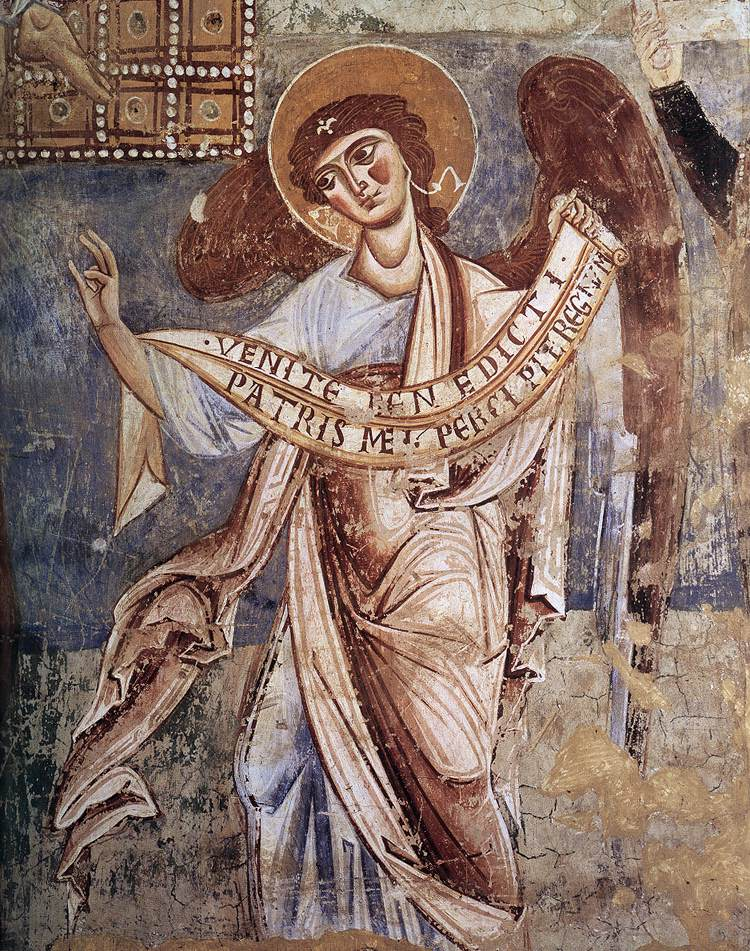
El ángel del Juicio final
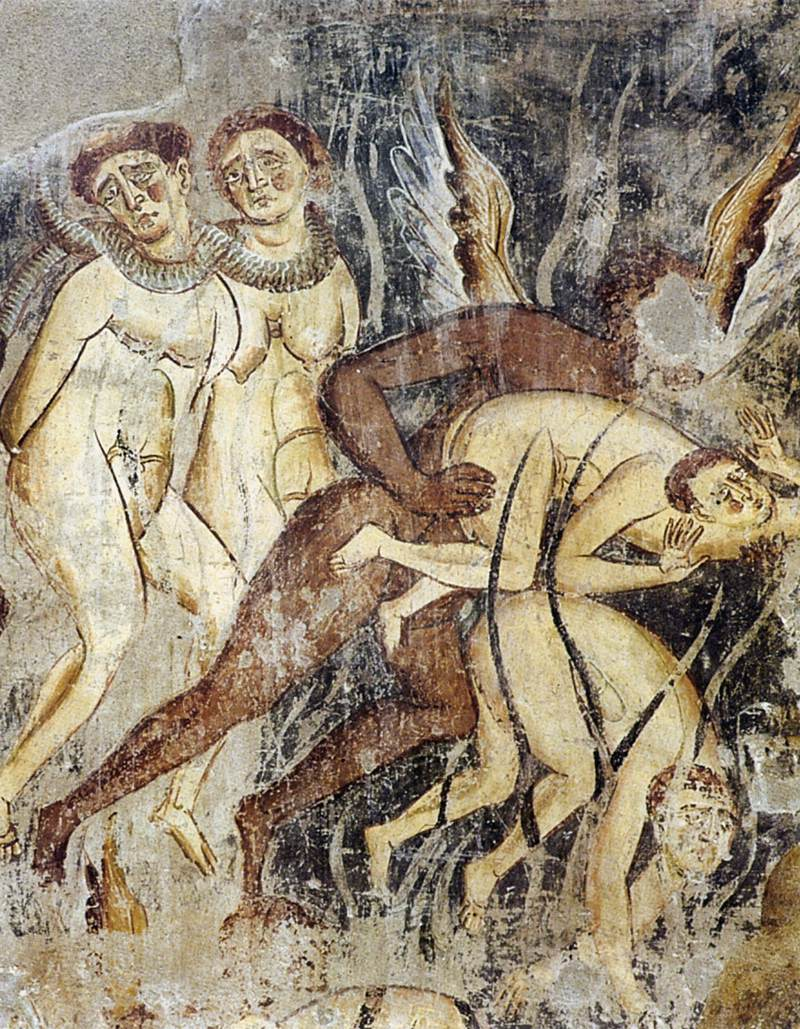
Los condenados luchando con el demonio
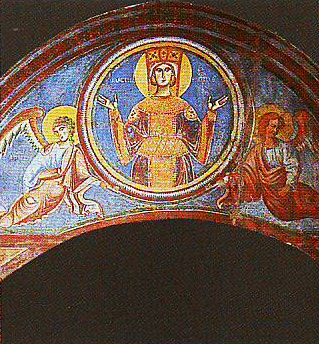
La virgen María flanqueada por dos ángeles

#### Significado

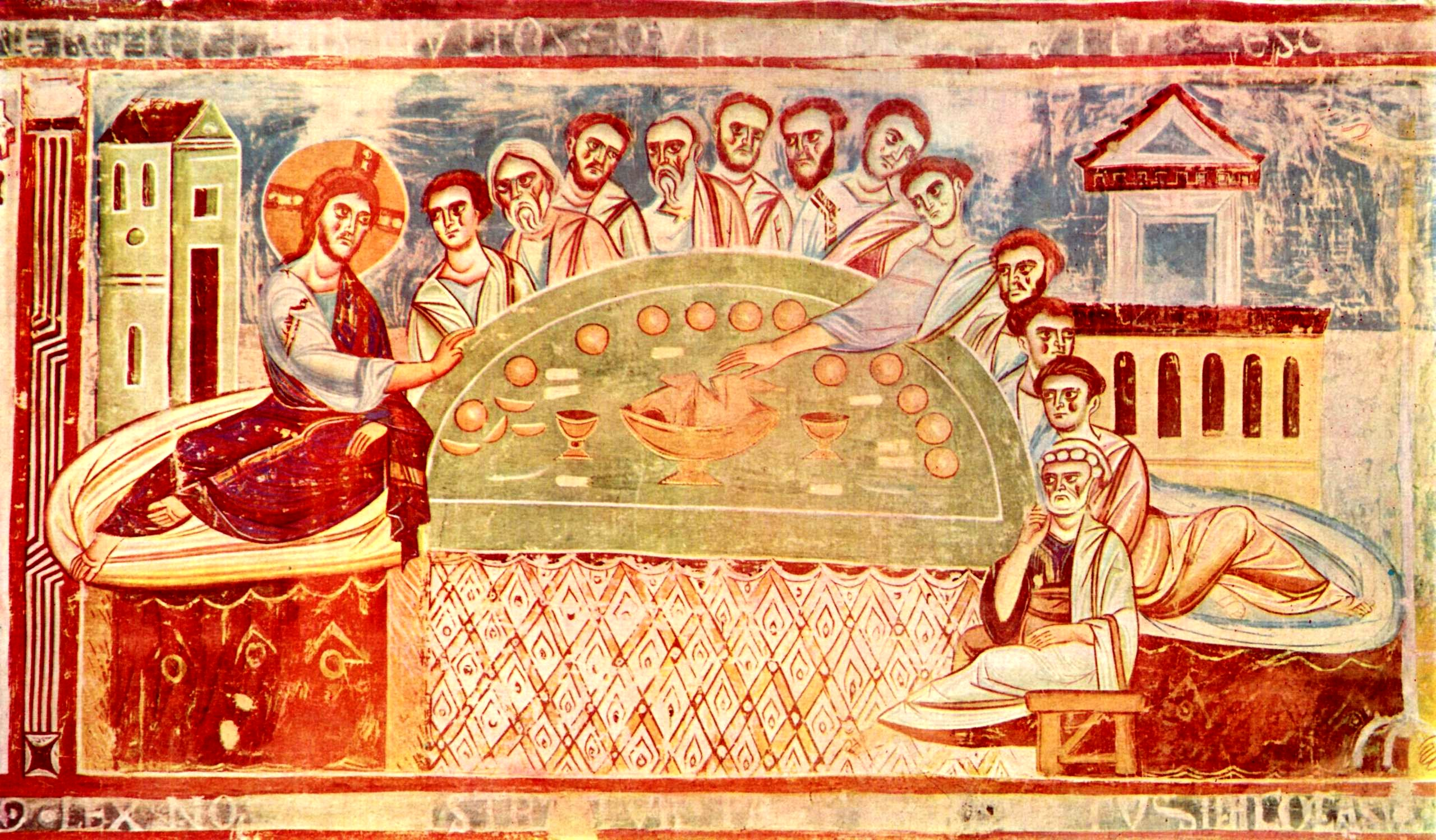
La Última Cena.

Las escenas del Antiguo Testamento de las naves laterales y las del Nuevo Testamento en la nave central, constituyen un todo único, cuyo vínculo está subrayado por la presencia de los profetas y responde al deseo de explicar y demostrar que el Antiguo Testamento no era más que el «Nuevo cubierto por un velo», como afirmaban los célebres versos de san Agustín.
Este tema (la «Concordancia entre los Testamentos») se encontró en los frescos de la basílica de San Pedro en el Vaticano, que seguramente fue el modelo de todas las decoraciones posteriores de este tipo. La disposición de las escenas en Santo Angelo es inusual: de hecho, los episodios del Antiguo y del Nuevo Testamento fueron representados los dos en la nave central (cada uno sobre una de las paredes, o en dos registros superpuestos). La disposición de Santo Angelo puede deberse a la voluntad de llevar a cabo el ciclo cristológico en comparación con el Antiguo Testamento: como el Antiguo Testamento es la sombra del Nuevo, los episodios que lo ilustraban deben verse a la luz de las naves laterales, para preparar al observador a la Revelación desplegada a la luz de la nave central.
El tema principal desarrollado en los frescos es el de la abolición de los sacrificios del Antiguo Testamento realizada por Jesucristo por medio de la Crucifixión: los episodios se refieren a los episodios de Caín y Abel, de Noé, de Abraham e Isaac, cuyo entendimiento es facilitado por el hecho de que tales escenas se repitieran a menudo en los edificios y se comentaran con tanta frecuencia en los textos. Sin embargo, también hay escenas menos frecuentes, como la de Gedeón, que en Santo Angelo in Formis se representa por primera vez en el arte monumental, aunque ejemplos anteriores se puede rastrear en las ilustraciones del manuscrito.
La influencia de los principales monumentos romanos se puede notar también en la serie de los retratos de los abades, que recuerdan a los retratos de los pontífices en los tondos de la basílica de San Pablo Extramuros.
Entre las escenas, la de la Maiestas Domini es ciertamente una de las piezas pictóricas en las que la formación bizantina de los autores es más evidente. Típico del estilo bizantino es de hecho el esquematismo geométrico: esto se nota sobre todo en la cara y en la representación de los paños, en la que la línea de trazos y círculos concéntricos en correspondencia con las rodillas son únicos elementos dinámicos de la imagen. Fuerte es el contraste entre los colores: tanto en el Cristo como en los arcángeles los rostros blanqueados están animados por el rojo sangre de las mejillas y los ásperos contrastes entre las ropas que usan azules intensos, amarillos y rojos. A estos contrastes cromáticos corresponden las expresiones excitadas de los personajes.